# Сінополі
Сінополі (італ. Sinopoli, сиц. Sinòpuli) — муніципалітет в Італії, у регіоні Калабрія,  метрополійне місто Реджо-Калабрія‎.
Сінополі розташоване на відстані близько 500 км на південний схід від Рима, 95 км на південний захід від Катандзаро, 26 км на північний схід від Реджо-Калабрії.
Населення — 2109 осіб (2014). Щорічний фестиваль відбувається 23 квітня. Покровитель — Madonna delle Grazie.

## Демографія
Населення за роками:

Станом на 1 січня 2023 року в муніципалітеті офіційно проживало 15 іноземців з 3 країн, серед них 13 громадян країн Євросоюзу.

## Сусідні муніципалітети
- Козолето
- Оппідо-Мамертіна
- Роккафорте-дель-Греко
- Рогуді
- Сан-Прокопіо
- Сант'Еуфемія-д'Аспромонте
- Шилла